# جنگ گذرگاه
جنگ گذرگاه یا جنگ درّه یا واقعهٔ شعب نبردی بود در گذرگاه تخته‌غارچه (در ازبکستان امروزی) میان ارتش بزرگی از خلافت اموی و خانات تورگش که بیش از سه روز در ژوئیهٔ ۷۳۱ م. به درازا کشید.
تورگش در حال محاصرهٔ سمرقند بود که فرماندهٔ اموی این شهر، سوره بن حر، درخواست کمک به فرماندار تازه‌گماشتهٔ خراسان، جنید بن عبدالرحمان مری فرستاد.
ارتش ۲۸٬۰۰۰ نفری جنید در گذرگاه مورد حملهٔ تورگش قرار گرفت و اگرچه ارتش اموی توانست خود را برهاند و به سمرقند برسد، اما خسارات فراوانی به آن بار شد. ۱۲٬۰۰۰ مرد سوره که به آن‌ها دستور داد شده بود طی یک عملیات کمک‌رسانی از پشت به تورگش حمله کنند، تقریباً نابود شدند.
نبردی که دربارهٔ آن یکی از پردامنه‌ترین گزارش‌های مربوط به همهٔ دوران بنی امیه در تاریخ طبری بجا مانده‌است، گسترش مسلمانان را یک دهه در آسیای میانه ایستانید یا معکوس کرد.
تلفاتی که ارتش خراسان دید همچنین به انتقال نیروهای کمکی از کلان‌شهرهای خلافت انجامید که در دراز مدت رژیم بنی امیه را ناتوان کرد و به سرنگونی آن بیست سال بعد در جنبش سیاه‌جامگان که در خراسان آغاز شد، کمک کرد.

## پیش‌زمینه
به دنبال گشایش پارس و خراسان در میانه‌های سدهٔ هفتم از سوی مسلمانان، سرزمین فرارود نیز از سوی آنان تحت فرماندهی قتیبه بن مسلم در هنگام خلافت ولید بن عبدالملک (پیرامون ۷۰۵–۷۱۵) گشوده شده بود. وفاداری باشندگان ایرانی، ترک‌تبار و فرمانروایی‌های غیرمستقل منطقه به مسلمانان ناپایدار بود و در سال ۷۱۹، آن‌ها طوماری را به چینی‌ها و دولت خراجگزارشان یعنی تورگش (یک کنفدراسیون قبیله‌ای ترک) برای درخواست کمک نظامی در برابر مسلمانان فرستادند.
در پاسخ، یورش‌های تورگش در سال ۷۲۰ آغاز شد و سغدیان بومی خیزش‌هایی علیه خلافت آغاز کردند که با وحشی‌گری فراوان از سوی سعید بن عمر حرشی استاندار خراسان سرکوب شد، ولی در ۷۲۴ جانشین وی، مسلم بن سعید الکیلابی در حالی‌که می‌کوشید فرغانه را بگیرد فاجعهٔ بزرگی را متحمل شد (به اصطلاح «روز تشنگی»).
برای چند سال آینده، نیروهای اموی به حالت پدافندی محدود شدند.
تلاش‌ها برای جابجایی و بدست آوردن پشتیبانی مردم از راه نگرفتن مالیات برای بومیانی که اسلام آوردند (موالی) انجام شد اما این تلاش‌ها استوار نبودند و به زودی اثر عکس گذاشتند، در حالی که اقدامات سنگین عرب، نخبگان محلی را بیشتر از ایشان دور کرد.
در سال ۷۲۸ یک شورش گسترده، همراه با حملهٔ تورگش، به رها کردن بیشتر مناطق فرارود توسط نیروهای خلافت، به جز منطقهٔ اطراف سمرقند انجامید.
به امید برگرداندن اوضاع، در اوایل سال ۷۳۰ خلیفه هشام بن عبدالملک (حدود ۷۲۳–۷۴۳) فرماندار نویی در خراسان گماشت: سردار با تجربه جنید بن عبدالرحمان مری، که اخیراً به آرام‌سازی ایالت سند مشغول بود.
وضعیت دشوار امنیتی در آن زمان با این واقعیت نشان داده می‌شود که جنید پس از گذر از رودخانهٔ آمودریا به یک اسکورت ۷٬۰۰۰ سواره نیاز داشت. و اینکه هنگام راندن برای پیوستن به ارتش اشرس سلمی که سال پیش در یک کارزار سخت به بخارا دست پیدا کرده بود، هنگام سوارکاری، خاقان تورگش یعنی سلوک به او حمله کرد.
پس از درگیری‌های دشوار، جنید و اسکورت وی توانستند حمله را دفع کنند و با نیروهای اشرس سلمی پیوند برقرار کنند.
بزودی پس از عقب‌نشینی ارتش تورگش از شمال به سمت سمرقند، بخارا و بیشتر سغد بازیابی شد.
ارتش مسلمان به دنبال آن در نبردی که در نزدیکی شهر انجام شد به پیروزی رسید. سپس جنید با سربازانش استراحت گزید و در مرو زمستان گذراند.
در درازای زمستان، شورش‌ها در جنوب آمودریا در تخارستان، که پیشتر تحت فرمانروایی مسلمانان آرام بود، آغاز شد.
جنید ناچار شد به بلخ برود و در آنجا ۲۸٬۰۰۰ نفر از افراد خود را برای سرکوب شورش گسیل داشت.
این امر باعث شد که او در اوایل سال ۷۳۱ هنگامی که تورگش سمرقند را محاصره کرد و درخواست کمک از سوی فرماندار شهر، سورهٔ بن الحر به جنید رسید او به‌طور جدی دستش از مردان جنگی کوتاه باشد.
علی‌رغم دیدگاه رهبران پیش‌کسوت عرب خراسانی ارتش، که به او سفارش کردند باید منتظر جمع شدن نیروهای خود باشد و با کمتر از ۵۰٬۰۰۰ نفر از آمودریا نگذرد، جنید تصمیم گرفت بی‌درنگ برای رهانیدن سمرقند به راه بیفتد.